# Steven O’Dor
Steven O’Dor (* 28. Januar 1987 in Melbourne) ist ein australischer Fußballspieler.

## Vereinskarriere
O’Dor spielte 2005 für South Melbourne FC erstmals in der Victorian Premier League, der höchsten Spielklasse des Bundesstaates Victoria. 2006 besuchte er für ein Jahr das Australian Institute of Sport und unterschrieb im Anschluss einen Vertrag beim neuseeländischen A-League-Klub New Zealand Knights, für den er zu drei Einsätzen kam. Nachdem die Knights zum Saisonende ihren Spielbetrieb einstellten, kehrte er für einige Monate nach Melbourne zurück, ehe er vom neu gegründeten Knights-Nachfolger Wellington Phoenix ein Vertragsangebot über zwei Jahre erhielt.
Nach Abschluss seiner ersten Saison bei Wellington, in der er zu 13 Einsätzen kam, sah er sich wegen eines Schreibens der Deakin University, an der er in den Fächern „law“ und „commerce“ eingeschrieben ist, dazu gezwungen, seinen Vertrag aufzulösen. Die Universität teilte ihm mit, dass er im Falle einer weiteren Abwesenheit seinen Studienplatz verlieren würde. Da O’Dor bereits zwei Jahre des vierjährigen Studiengangs hinter sich hatte, entschloss er sich zum vorübergehenden Abschied vom Profifußball und kehrte an die Universität nach Melbourne zurück, wo er erneut für South Melbourne spielen wird.

## Nationalmannschaft
O’Dor debütierte 2006 in der australischen U-20-Auswahl und nahm mit dem Team an der U-19-Fußball-Asienmeisterschaft 2006 in Indien teil. Dort scheiterte man im Viertelfinale an Südkorea. 2007 kam er für die Olympiamannschaft in einem Qualifikationsspiel gegen Taiwan zum Einsatz.